# 2,4-dinitrofenolo
Il 2,4-dinitrofenolo (o α-dinitrofenolo o DNP) è un nitrocomposto derivato del fenolo.
È normalmente utilizzato come conservante per legno, negli esplosivi, come insetticida ed erbicida, ecc.
A temperatura ambiente si presenta come un solido giallo chiaro inodore.
Esso rientra nella categoria dei disaccoppianti chimici, acidi deboli idrofobici e ionofori, che permettono il flusso di elettroni nella catena respiratoria senza che venga prodotto ATP (fonte energetica dell'organismo), proprio come una proteina disaccoppiante.
È un composto tossico per l'uomo e per gli animali; l'avvelenamento da dinitrofenolo provoca un brusco aumento del metabolismo, sudorazione intensa (con cui il corpo cerca di dissipare calore), collasso, e può portare alla morte. La dose considerata letale per l’uomo è di 14 mg/kg.
Ha effetti tossici per l'embrione umano, carcinogenici e mutagenici.

## Storia
Fu scoperto in Francia in una fabbrica di munizioni durante la prima guerra mondiale a causa della morte di alcuni operai; si accorsero che avevano il metabolismo impazzito, dimagriti e con alte temperature del corpo; in alcuni la temperatura corporea aumentava di qualche grado anche dopo morti.
Questo perché questo composto, in pratica, dissipa l'energia generata dei grassi in calore, aumentando quindi la temperatura corporea.
Negli anni '30 del XX secolo vennero fatti dei tentativi per utilizzarlo come dimagrante negli USA ma fu bandito dopo pochi anni, nel 1938, dalla Food and Drug Administration a causa di morti ed effetti collaterali come cecità per cataratta.
Almeno 62 persone sono morte a causa del dinitrofenolo fra cui almeno 10 dopo il 2000 per il consumo a scopo di perdita di peso o bodybuilding. Solo in Inghilterra e nel Galles, tra il 2007 e il 2016 il dinitrofenolo è stato menzionato nel certificato di morte come coinvolto in 15 morti.